# بيتر بوميجرانيت
بيتر بوميجرانيت هي سفينة حربية تابعة للبحرية الإنجليزية في عصر تيودور وقد بنيت في 1510 م. على الأرجح فقد سميت باسمها تهمنا باسم القديس بطرس وشارة الملكة كاثرين من أراغون وهي الرمان. كان وزن السفينة يبلف 450 طنا عند بنائها لأول مرة، ولكن في عام 1536 م أعيد بنائها وتوسيعها لتصل إلى 600 طن؛ في ذلك التاريخ اختُصر الاسم إلى بيتر (كاثرين كانت توفيت في 1536 م). لم يؤرخ مصير السفينة، لكنها ذكرت آخر مرة في السجلات في عام 1558 م. كانت السفينة بيتر معاصرة للسفينة ماري روز التي غرقت خلال معركة سولنت عام 1545 م.
سميت بعدها باسم "بيتر بومجارنارد"، وانضمت إلى أسطول غزو إدوارد كلينتون ضد اسكتلندا في أغسطس 1547 م.  وفقا لجرد هنري الثامن ملك إنجلترا، كانت السفينة بيتر قد أعيد بناؤها ليصبح طاقمها مكونا من 185 بحارا و 185 جنديا و 30 مدفع. وشملت ترسانتها مِدفعي نحاس وغير ذلك. 